# Реджа Марина
Реджа Марина (на италиански: Regia Marina – Кралски морски сили) е вид въоръжени сили на Италианското кралство.
Съществували са от 1861 г. – от обявяването на кралството след обединението на страната, до 1946 г., когато със създаването на Италианската република Реджа Марина променя името си на Марина Милитаре (Военноморски сили на Италия, съществуващи и до днес).

## Произход
Реджа Марина е създадена на 17 март 1861 г. след обявяването на образуването на Кралство Италия. Тъй като кралството е обединение на различните държави на Апенинския полуостров, Реджа Марина е образувана от флотовете на тези държави, макар че основните съставни елементи са военноморските сили на бившите кралства Сардиния и Неапол. Новият флот наследява значителен брой кораби (както ветроходни, така и параходи) и вековните военноморски традиции на своите предшественици, особено тези на Сардиния и Неапол, но също така изпитва и големи затруднения.
Първоначално, новите военноморски сили страдат от липсата на единност и унификация – Реджа Марина е разнородна смесица от оборудване, стандарти и практика, и дори се наблюдават актове на враждебност между флотски офицери от различните бивши държави. Тези проблеми са усложнени и от продължаването на работата на отделните офицерски училища в Генуа и Неапол, и не са напълно отстранени до откриването на единната Военноморска академия в Ливорно през 1881 г.
Освен това, унифицирането настъпва по време на периода на бързо развитие на военноморските технологии и тактики, което се характеризира с пускането на „Ла Глоар“ от Франция през 1858 г., а по-късно с появата и битката между „Монитор“ и „Вирджиния“ през 1862 г. Тези нововъведения бързо оставят в миналото по-старите военни кораби. Италия не притежава необходимите корабостроителници и инфраструктура за изграждането на нужните модерни съдове, но тогавашният министър на военноморските сили, адмирал Карло ди Персано, стартира мащабна програма за закупуване на нови военни кораби от чужди корабостроителници.

## Австро-пруско-италианска война
Бойното кръщение на Реджа Марина е на 20 юли 1866 г. в битката при Лиса по време на Австро-пруската война (наричана в Италия и Трета война за независимост), в която новото кралство воюва на страната на Прусия. Сражението се състои в близост до остров Вис в Адриатическо море и е едно от малкото на брой военни действия на италианския флот през 19 век. Характерното е, че в битката целенасочено е използвано тараниране, което оказва последващ силен ефект върху дизайна и тактиката на военните кораби.
Италианският флот, командван от адмирал Персано, събира 12 броненосеца и 17 кораба с дървен корпус, макар че само един от всички, „Афондаторе“, е от модерен тип с оръдейни кули. Въпреки значителната разлика в броя и въоръжението, австрийците, под командването на адмирал Вилхелм фон Тегетхоф, нанасят тежко поражение на италианците, които губят два бронирани кораба и 640 души.
След поражението при Лиса, Реджа Марина постига значителен напредък. През 1881 г. е приет на въоръжение броненосеца „Дуилио“, последван през 1882 г. от „Енрико Дандоло“ – по това време те са най-мощните военни кораби в света. През 1896 г. корветата „Маджента“ извършва околосветско пътешествие. На следващата година, с помощта на Гулиелмо Маркони, са извършени експерименти за употребата на радиокомуникации. През 1909 г. за първи път се извършват съвместни действия на въздухоплавателни средства и флота.

## Итало-турска война
През 1911 и 1912 г. Реджа Марина взима активно участие във военните действия срещу силите на Османската империя по време на Итало-турската война.

## Първа световна война
Преди 1914 г., Кралство Италия построява и поддържа шест дреднаута („Данте Алигиери“ като прототип, „Джулио Чезаре“, „Конте ди Кавур“ и „Леонардо да Винчи“ – от типа „Конте ди Кавур“ и „Андреа Дория“ и „Кайо Дуилио“ от клас „Андреа Дория“), но те не участват в мащабни военноморски действия през Първата световна война.
Реджа Марина съсредоточава основните си усилия в Адриатическо море, в борба с австроунгарския флот. Военните действия на Централните сили се състоят предимно от крайбрежни бомбардировки на австро-унгарците по адриатическото крайбрежие на Италия и засилена активност на немски и австрийско-унгарски подводници в обширни райони на Средиземно море. Съюзниците от Антантата се ограничават предимно до блокиране на военноморските сили на врага в Адриатическо море, което се оказва успешно по отношение на надводните кораби, но не и спрямо подводниците, които намират безопасни пристанища и лесно преминават през блокадата. Макар да е считана за сравнително малка част от военните действия по море по време на Първата световна война, кампанията в Адриатика все пак ангажира значителни военноморски сили и от двете страни.
През по-голямата част от войната, италианските и австро-унгарските военноморски сили се държат сравнително пасивно едни спрямо други. Флотът на Италия губи стария си линеен кораб „Бенедето Брин“ в пристанището на Бриндизи (27 септември 1915 г.) и дреднаута „Леонардо да Винчи“ в Таранто (2 август 1916 г.) поради експлозии в погребите (макар че има слухове за вражески саботажи). В края на войната, Реджа Марина разработва нови оръжия: торпедните катери МАС (които потопяват австро-унгарския линеен кораб „Сент Ищван“ в Адриатическо море на 10 юни 1918 г.), както и ранния клас човешко торпедо Mignatta (което успешно прониква в пристанището на Пула и потопява флагмана на австроунгарския флот „Вирибус Унитис“ на 1 ноември 1918 г.). През 1919 г., линейния кораб „Тегетхоф“ (близнак на потопените два) е предаден на Италия като военен трофей.

## Междувоенен период
В периода между двете световни войни, италианското правителство решава да подобри Реджа Марина с оглед на едно бъдещо предизвикателство към британския Кралски средиземноморски флот. С цел да сведе до минимум директния контакт с британските кораби и техните по-опитни екипажи, италианците основават стратегията си на по-бързи кораби с по-далекобойна корабна артилерия. Новоразработените оръдия съответно имат по-малък калибър, но по-голяма далекобойност от британските. Освен това, за да е възможна по-висока скорост, новите италиански кораби са проектирани с по-тънка броня (например крайцера „Джовани дале Банде Нере“).
През 1925 г. Реджа Марина поръчва два учебни кораба, които са построени по проект на подполковник Франческо Ротунди от италианския военноморски Инженерен корпус и вдъхновени от дизайна на големите 74-оръдейни линейни кораби от края на 18 век. Първият от тях, „Кристофоро Коломбо“, е въведен в експлоатация през 1928 г. и до 1943 г. е използван от италианския флот. След Втората световна война, корабът е предаден на Съветския съюз като част от военните репарации и по-късно е изведен от експлоатация.
Вторият кораб от същия клас е „Америго Веспучи“. Той е построен през 1930 г. в бившата Кралска военноморска корабостроителница на Кастеламаре ди Стабия, (Неапол). Корабът е спуснат на вода на 22 февруари 1931 г. и е приет в експлоатация през юли същата година.
По време на нападението над Етиопия, Реджа Марина играе незначителна роля, тъй като африканската страна няма излаз на море. Флотът извършва доставки за експедиционните войски чрез пристанищата в Италианска Сомалия и Еритрея.

### Гражданска война в Испания
В началото на италианската намеса в Испанската гражданска война, Реджа Марина изпраща кораби в подкрепа на Италианския доброволчески корпус (Corpo Truppe Volontarie). Около 58 италиански подводници участват в различни акции срещу републиканските военноморски сили. Те са организирани в т.нар. „Подводен легион“ и подкрепят немските подводни операции като част от операция „Урсула“. Най-малко два товарни кораба на републиканците, един съветски и един панамски са потопени или принудени да заседнат от италиански разрушители в Сицилианския пролив. Два леки крайцера участват в бомбардировките над Барселона и Валенсия през 1937 г., в резултат на което са убити повече от 30 цивилни.

### Нахлуване в Албания
През 1939 г., флотът осигурява поддръжка при нахлуването в Албания. Всички сухопътни войски, участващи в инвазията, са натоварени на кораби и преминават от континенталната част на Италия през Адриатическо море без инциденти.

## Втора световна война
Италианския водач Бенито Мусолини вижда контрола над Средиземно море като важна предпоставка за разширяването на своята Нова Римска империя, с включването на Ница, Корсика, Тунис и Балканите в нея. Диктаторът описва Средиземно море като Mare Nostrum („Нашето море“) и по време на неговото управление е ускорен строежът на военноморски съдове за флота. По това време Италия има четвъртия по големина флот в света.
На 10 юни 1940 г. Кралство Италия обявява война на Франция и Обединеното кралство и влиза в конфликта на страната на Германия. Преди обявяването на войната, италианските сухопътни и военновъздушни сили се готвят да ударят отслабените френски войски, разположени по границата с Франция. От друга страна, Реджа Марина е готова да осигури линиите на комуникациите между Италия, Либия, и източноафриканските колонии. Италианското върховно командване (Comando Supremo) не дава ход на плана, разработен от италианския Военноморски щаб (Supermarina) да се завладее слабо защитения остров Малта.
Когато Италия обявява война, флотът има шест линейни кораба, като четирите по-модерни са в процес на преоборудване. Само двата по-стари съда са в състояние на оперативна готовност. В допълнение към основните кораби, италианците имат 19 крайцера, 59 разрушителя, 67 торпедни катери и 116 подводници. Флотът на Италия е голям като брой единици, но има и прекалено много остарели кораби и бойната служба страда като цяло от недостатъчното обучение на екипажите. Недостигът на гориво възпрепятства мащабните операции.
Военните кораби на флота имат репутацията на добре проектирани. Италианските малки атакуващи съдове оправдават очакванията и извършват някои доста смели и успешни акции в Средиземно море. Но някои класове италиански крайцери се оказват твърде слабо бронирани, а като цяло всички италиански военни кораби страдат от липсата на радари, макар че това е частично компенсирано от факта, че италианските военни кораби са оборудвани с добри далекомерни системи и системи за контрол на огъня.
Освен това, докато съюзническите морски командири имат право на собствена преценка как да действат, действията на италианските командири са ръководени от стриктни и точни заповеди на италианския Военноморски щаб. Това води до избягване на схватки, в случаи когато италианските сили имат ясно изразено предимство. Например, по време на конвоите до Малта през септември 1940 г. – операция „Хатс“, Реджа Марина има превъзходство в морето, но избягва възможността да използва предимството си. Италианският Военноморски щаб е наясно, че британците могат да заменят корабите, загубени в Средиземно море, докато италианските ресурси са ограничени.
Италианският флот също така страда от подходяща въздушна подкрепа. Самолетоносачите „Акуила“ и „Спарвиеро“ така и никога не са завършени и въздушната поддръжка на флота по време на битката за Средиземно море се осигурява от наземните бази на италианските ВВС (Реджа Аеронаутика).

### Бойни действия
Средиземно море
Съюзниците взимат надмощие над Реджа Марина в Средиземно море след няколко операции. През нощта на 11 ноември 1940 г., британският самолетоносач „Иластриъс“ изпраща две вълни торпедоносци срещу италианските бойни кораби, акостирали във военноморската база на Таранто, където потопяват три линейни кораба, в операция, останала известна под името „Страшен съд“. Друго голямо поражение е нанесено на Реджа Марина в битката при нос Матапан, където британския Кралски флот и Кралския австралийски флот прихващат и унищожават три тежки крайцера („Зара“, „Пола“ и „Фиуме“, всички от един и същи клас) и два разрушителя от клас „Поети“ в нощна засада. Италианците губят над 2300 моряци. Съюзниците разбиват италианските военноморски кодове, което им разкрива придвижването на италианците. Освен това, наличието на добри радари им позволява да локализират италианските кораби и да насочват оръдията си на разстояние дори и през нощта. По-доброто въздушно разузнаване на британския Кралски флот и тясното сътрудничество с надводните кораби са други основни причини за провала на италианския флот в бойните действия в Средиземно море.
Най-успешната атака, извършена от Реджа Марина е рейда в пристанището на Александрия на 19 декември 1941 г., когато британските бойни кораби „Куин Елизабет“ и „Валиънт“ са потопени на плиткото от мини, заложени от управлявани от хора торпеда. На британците отнема почти две години, преди двата кораба да могат да бъдат извадени и върнати на активна служба. Тази акция има важни стратегически последици.
През нощта на 19 декември, Съединение K, състоящо се от три крайцера и четири разрушителя, базирани в Малта, се натъква на италианско минно поле край Триполи. Крайцерът „Нептун“ и разрушителят „Кандахар“ са потопени. Освен тях, три други кораба са сериозно повредени и загиват повече от 800 души. Съединението е извадено от строя и офанзивните способности на британския флот в Малта са сведени до минимум.
Тази внезапна серия от поражения на Съюзниците позволява на Реджа Марина да постигне надмощие в централната част на Средиземно море. През следващите няколко месеца, италианските линии за снабдяване от Южна Европа до Северна Африка са почти необезпокоявани от британския Кралски флот. Италианците започват настъпателни действия. Флотът блокира или унищожава най-малко три големи съюзнически конвоя, изпратени към Малта. Това води до редица морски сражения и операции като втората битка в залива Сирт, операция „Харпун“ през 1942 г. и операция „Пиедестал“. Всички те са с благоприятен за Оста изход. Въпреки активността му, единствените реални успехи на италианския флот са въздушните и надводни атаки на конвоя по време на операция „Харпун“. По време на тези атаки са потопени няколко военни кораба на Съюзниците и са повредени други. Само два транспортни кораба от първоначалните шест достигат остров Малта. Това е единствената безспорна победа на италианските надводни кораби през Втората световна война. Въпреки тежките загуби, понесени от търговските кораби и ескортните сили по време на конвойните операции, корабните доставки на нефт и суровини позволяват на гладуващия остров Малта да продължи съпротивата.
Със съюзническите десанти в Северна Африка (операция „Факел“) през ноември 1942 г., ходът на войната се обръща срещу италианците. морските им конвои им са атакувани почти ежедневно от Съюзниците, имащи въздушно и военноморско превъзходство. Разстоянието между Сицилия и Тунис става известно като „пътя на смъртта“. След години на сражения с променлив изход, през 1943 г. силите на Оста са принудени да се предадат в Тунис, с което приключва кампанията за Северна Африка.
Реджа Марина се представя добре и смело по време на действията си при конвойните операции до Северна Африка, но сериозно отстъпва на Съюзниците в техническо отношение. Италианските кораби разчитат на скоростта си като предимство, но лесно са повреждани от снаряд или торпедо, което се дължи на сравнително тънката им броня. Последният и фатален удар върху италианския флот е недостига на гориво, което принуждава основните надводни единици да останат на котва през по-голямата част от последната година на италианския съюз с Германия.
Атлантически океан
От 10 юни 1940 г., подводниците на Реджа Марина взимат участие в битката за Атлантика, заедно с подводниците на германския флот (Кригсмарине). Италианските съдове са базирани в Бордо, Франция, в базата BETASOM. Въпреки че са по-пригодени за действия в Средиземно море отколкото в Атлантическия океан, тридесет и двете италиански подводници, които воюват на този театър, за цялата война потопяват 109 съюзнически кораба с обща водоизместимост 593 864 тона.
Реджа Марина дори планира атака срещу пристанището на Ню Йорк, която да бъде извършена през декември 1942 г., но този план е забавен поради много и различни причини и никога не е осъществен.
Червено море
С влизането на Италия във войната на 10 юни 1940 г., Червеноморската флотилия на Реджа Марина, базирана в Масауа, Еритрея, започва да представлява потенциална заплаха за съюзническите кораби, пресичащи Червено море на път от Индийския океан към Средиземно море или обратно. Първоначално, Източноафриканската кампания започва добре за Италия. През август 1940 г. заплахата за съюзническото преминаване на Червено море се увеличава, след като италианците завладяват Британска Сомалия. Това позволява на италианците използването и на пристанището Бербера в бившата британска колония. През януари 1941 г., британски сили и войски на Британската общност започват контраатака в Източна Африка и заплахата от флотилията в Червено море е премахната със завладяването от Съюзниците на Италианска Източна Африка.
Голяма част от Червеноморската флотилия е унищожена от вражески действия през първите месеци на войната или когато пристанището на Масауа е превзето през април 1941 г. Въпреки това, няколко италиански кораба оцеляват. През февруари 1941 г., малко преди падането на базата, корабът „Еритрея“ и спомагателните съдове „Рамб I“ и „Рамб II“ отплавай за Кобе, Япония. Докато „Рамб I“ е потопен от новозеландския крайцер „Леандър“ край Малдивите, „Еритрея“ и „Рамб II“ достигат до Кобе. С падането на пристанището Масауа, четири подводници – „Гулиелмо“, „Гаулео Ферарас“, „Перла“ и „Архимед“, отплават на юг от базата, заобикалят нос Добра надежда и пристигат в окупираното от нацистка Германия френско пристанище Бордо. Един или два италиански търговски кораба от флотилията достигат до контролираната от режима във Виши френска колония Мадагаскар.
На 10 юни 1941 г., една година след влизането на Италия във войната, британците започват операция „Хронометър“ и един батальон от британската индийска армия извършва десант в Асаб, последното италианско пристанище на Червено море. Към 11 юни Асаб е превзет. На 13 юни, два дни след падането му, индийският траулер „Парвати“ става последния кораб, потопен по време на Източноафриканската кампания, когато се натъква на закотвена мина близо до пристанището.
Черно море
През май 1942 г., по искане на Германия, Реджа Марина разполага четири 24-тонни катера за борба с подводници MAS (Motoscafo Anti Sommergibile), шест подводници-джуджета от клас CB, пет торпедни катера и пет моторници в Черно море. Плавателните съдове са транспортирани по суша до Виена на река Дунав, по която след това достигат до черноморското пристанище Констанца, Румъния. Флотилията, базирана в Ялта и Феодосия, провежда активна и успешна кампания.
С излизането на Италия от войната, повечето италиански кораби в Черно море са прехвърлени към германския флот. През август 1944 г. с овладяването на Констанца, в крайна сметка те са пленени от съветските войски. Шестте подводници са предадени на румънските ВМС.
Ладожко езеро
Реджа Марина изпраща четири катера MAS и на Ладожкото езеро по време на военните действия между СССР и Финландия (1941 – 1944). Като част от военноморски отряд K, между 21 юни и 21 октомври 1942 г. немски, италиански и финландски плавателни съдове водят военни действия на езерото срещу съветските катери, ескортни и снабдителни кораби, по време на обсадата на Ленинград. Италианските кораби в крайна сметка са предадени на Финландия.
Далечен изток
Реджа Марина има морска база в концесията на Тиендзин в Китай. Първите италиански кораби, базирани в Китай са минния заградител „Лепанто“ и катера „Карлото“. По време на Втората световна война, италиански снабдителни кораби, спомагателни крайцери и подводници действат във водите на Далечния изток, често под прикритие. Италианците също така използват контролираните от японците пристанищни съоръжения на Шанхай и пристанището в Кобе, Япония.
Седем подводници, базирани във Франция, са превърнати от италианците в транспортни подводници, които да разменят редки или незаменими търговски стоки с Япония. Това са „Баньолин“, „Балбариго“, „Команданте Капелини“, „Джузепе Финци“, „Реджиналдо Джулиани“, „Енрико Тацоли“ и „Луиджи Торели“, които образуват съединението „Мусон“. Името на „Команданте Капелини“ по-късно е променено на „Акуила III“.
Допълнително са проектирани дванадесет транспортни подводници от клас R (за пробив на блокади) – специално за курсове до Далечния изток, но само две от тях са завършени преди Италия да излезе от войната. И двете подводници са унищожени от Съюзниците почти веднага след като са спуснати на вода.

### Примирие от 1943 г.
През 1943 г., италианският диктатор Бенито Мусолини е свален от власт и новото италианско правителство се съгласява на примирие със Съюзниците. Съгласно условията му, Реджа Марина трябва да изпрати корабите си до съюзнически пристанища. Повечето кораби отплават за Малта, но флотилията от Специя се насочва към Сардиния. Тя е засечена и нападната от германски самолет и италианския линеен кораб „Рома“ е потопен от две попадения на радиоуправляеми бомби „Фриц X“. Сред убитите 1 600 души на борда на „Рома“ е началника на щаба на ВМС, адмирал Карло Бергамини.
Повечето кораби стават притежание на новото италианско правителство, което създава нови военноморски сили, воюващи на страната на съюзниците. Други кораби са заловени в пристанищата от германците или потопени от екипажите им. Малко на брой екипажи от Реджа Марина избират да се борят на страната на новия фашисткия режим на Мусолини в Северна Италия, Република Сало. Прогерманските Национални републикански военноморски сили ( Marina Nazionale Repubblicana) на Мусолини достигат едва 1/20 от размера на воюващия на страната на Съюзниците италиански флот. В Далечния изток, японците заемат италианската концесия в Тяндзин.
По това време няма голяма полза от предалите се италиански бойни кораби, а Съюзниците имат съмнения относно лоялността на екипажите им, така че корабите са интернирани в Египет. През юни 1944 г., на по-малките линейни кораби („Андрея Дория“, „Кайо Дуилио“ и „Джулио Чезаре“) е позволено да се завърнат в Аугуста пристанище в Сицилия за обучение. Другите линейни кораби, Виторио Венето и „Италия“ (бившия „Литорио“), остават в Исмаилия в Суецкия канал до 1947 г. След войната, „Джулио Чезаре“ е предаден на Съветския съюз.

## Кораби

### Първа световна война

#### Линейни кораби и броненосци
- Броненосци тип „Амиралио ди Сан Бон“: „Амиралио ди Сан Бон“, „Емануеле Филиберто“
- Броненосци тип „Реджина Маргерита“: „Реджина Маргерита“, „Бенедето Брин“
- Броненосци тип „Реджина Елена“: „Реджина Елена“, „Виторио Емануеле“, „Наполи“, „Рома“
- „Данте Алигери“
- Линейни кораби тип „Конте ди Кавур“: „Конте ди Кавур“, „Джулио Чезаре“, „Леонардо да Винчи“
- Линейни кораби тип „Андреа Дория“: „Андреа Дория“, „Кайо Дуилио“

#### Крайцери
- Броненосни крайцери тип „Джузепе Гарибалди“: „Джузепе Гарибалди“, „Варезе“, „Франческо Феручио“
- Броненосни крайцери тип „Виттор Пизани“: „Виттор Пизани“, „Карло Алберто“
- Броненосни крайцери тип „Пиза“: „Пиза“, „Амалфи“
- „Марко Поло“
- Броненосни крайцери тип „Сан Джорджо“: „Сан Джорджо“, „Сан Марко“
- „Пиемонте“
- Бронепалубни крайцери тип „Региони“: „Ломбардия“, „Лигурия“, „Елба“, „Пулия“, „Етрурия“
- „Либия“: „Либия“
- „Калабрия“
- Бронепалубни крайцери тип „Базиликата“: „Кампания“, „Базиликата“

### Втора световна война

#### Боен състав към 10 юни 1940 г.
- Линкори:[14]
  - 2 тип „Конте ди Кавур“ – „Конте ди Кавур“ и „Джулио Чезаре“;
  - 2 тип „Андреа Дория“ – „Андреа Дория“ и „Кайо Дуилио“.
- Тежки крайцери:
  - 2 тип „Тренто“;
  - 4 тип „Зара“;
  - 1 тип „Болцано“.
- Броненосен крайцер „Сан Джорджо“ (модернизиран в периода 1937 – 38 г.).
- Леки крайцери:
  - 4 тип „Алберто да Джусано“;
  - 2 тип „Дука д’Аоста“;
  - 2 тип „Луиджи Кадорна“;
  - 2 тип „Раймондо Монтекуколи“;
  - 2 тип „Дука дели Абруци“.
  - 2 остарели от времето на Първата световна война – „Таранто“ (от типа „Магдебург“) и „Бари“ (бивш „Пилау“).
- Разрушители – 59 от различни типове:[15]
  - „Карло Мирабело“ – 2;
  - „Леоне“ – 3;
  - „Села“ – 2;
  - „Сауро“ – 4;
  - „Турбине“— 8;
  - „Навигатори“ – 12;
  - „Дардо“ – 4;
  - „Фолгоре“ – 4;
  - „Маестрале“ – 4;
  - „Ориани“ – 4;
  - „Солдати“ – 12.
- Миноносци – 69:[16]
  - „Индомито“ – 1;
  - „Пило“— 7;
  - „Сиртори“ – 4;
  - „Джузепе ла Маса“ – 7;
  - „Дженерате“ – 6;
  - „Аудаче“ (тип „Уракадзе“) – 1;
  - „Палестро“ – 4;
  - „Куртатоне“ – 4;
  - „Албатрос“ – 1;
  - „Спика“ – 30;
  - „Пегасо“ – 4.
- Подводни лодки – 110:
  - „свръхмалки“ (водоизместимост 13,3 т):
    - „СА“ – 2.

  - „средни“ (водоизместимост 600…1000 т – 70:
    - „Арго“ – 2;
    - „Аргонавт“ – 7;
    - „Архимед“ – 2;
    - „Адуа“ – 17;
    - „Бандиера“ – 4;
    - „Брагадин“ – 2;
    - „Мамели“ – 4.
    - „Перла“ – 10;
    - „Пизани“ – 4;
    - „Сирена“ – 12;
    - „Скуало“ – 4;
    - „Сетебрини“ – 2;

  - „крайцерски“ (водоизместимост 1000…2000 т – 38:
    - „Балила“ – 4;
    - „Брин“ – 5;
    - „Глауко“ – 2;
    - „Калви“ – 3;
    - „Люци“ – 4;
    - „Марчело“ – 9;
    - „Маркони“ – 6;
    - „Мика“ – 1;
    - „Фиерамоска“ – 1;
    - „Фока“ – 3.

В строеж:
- Линкори:
  - 4 тип „Литорио“ – „Литорио“, „Виторио Венето“, „Рома“, „Имперо“.